# 다나카 테츠시
다나카 데쓰시(田中 哲司, 1966년 2월 18일 ~ )는 일본의 배우이다. 미에현에서 태어났으며, 소속사는 돈규 클럽 및 액센트이다.

## 출연

### 드라마
- 기묘한 이야기 (후지 TV)
  - 봄 특별 편「상처」(1996년)
  - 봄 특별 편「문 앞」(1997년)
  - 가을 특별 편「여자는 죽지 않은..」(1997년)
  - 15주년 특별 편「리플레이」(2006년)
- 1997년 《춤추는 대수사선》 제4화
- 2000년 《퀴즈》
- 2001년 《카바치타레!》 제9화
- 2002년 《사립 탐정 하마 마이크》 제7화
- 2002년 《천체관측》
- 2003년 《막내 장남 누나 셋》
- 2003년 《가오》
- 대하드라마 (NHK)
  - 신센구미! 제31・32・37・45・46화(2004년) - 마츠모토 료준 역
  - 료마전 (2010년) - 도쿠가와 요시노부 역
  - 군사 칸베에 (2014년) - 아라키 무라시게 역
- 2005년 《우미자루 에볼루션》 제9화
- 2006년 《짐승의 길》
- 2006년 《시효경찰》 제3화
- 2007년 《비밀의 화원》
- 2007년 《학생제군!》
- 2007년 《죠시데카!: 여자형사》
- 2008년 《로스 타임 라이프》 제2화
- 2008년 《주간 마키 요코》
- 2008년 《라스트 프렌즈》
- 2008년 《호카벤》
- 2008년 《블러디 먼데이》
- 2008년 《바람의 가든》
- 2009년 《망상자매》
- 2009년 《나의 여동생》
- 2009년 《더 퀴즈 쇼》
- 2009년 《원한 해결 사무소: 리붓》
- 2009년 《임협 헬퍼》
- 2009년 《리얼 클로즈》
- 2009년 《언터처블》
- 2010년 《수증기 스나이퍼》
- 2010년 《파트너 시즌 8》
- 2010년 《극상 카바치!》
- 2010년 《솔직하지 못해서》
- 2010년 《아타미의 조사관》
- 2010년 《도망 변호사》
- 2010년 《SPEC: 경시청 공안부 공안 제5과 미상 사건 특별 대책계 사건부》
  - 2012년 《SPEC: 상》
- 2011년 《외교관 쿠로다 코사쿠》
- 2011년 《히가시노 게이고 3주 연속 스페셜》 〈회랑정 살인사건〉
- 2011년 《하나와가 세자매》
- 2011년 《요괴인간 벰》
- 2012년 《속죄》
- 2012년 《싱글 마더즈》
- 고스트 라이터 (2015년 1월 ~ 3월, 후지 TV) - 칸자키 유지 역
- 2015년 《상류계급 ~ 후쿠마루 백화점 외판부 ~》
- 2015년 《어둠의 반주자》
- 2015년 《야메고쿠 ~ 야쿠자를 그만두겠습니다 ~》
- 2016년 《러브송》
- 2017년 《너에게 바치는 엠블럼》

### 영화
- 2005년 《인투 어 드림》
- 2007년 《그래도 내가 하지 않았어》 - 하마다 아키라 역
- 2007년 《오다기리 조의 도쿄 타워》
- 2008년 《마법사에게 소중한 것》
- 2008년 《해피 플라이트》
- 2010년 《달팽이 식당》
- 2011년 《간주남 간주녀》
- 2011년 《8일째 매미》
- 2013년 《스트로베리 나이트》
- 2015년 《불량소녀, 너를 응원해!》 - 사야카 아버지 역
- 2015년 《영화 ST 적과 백의 수사 파일》
- 2017년 《도쿄의 밤하늘은 항상 가장 짙은 블루》
- 2018년 《살아있는 것만으로도, 사랑》
- 2019년 《신문기자》
- 2021년 《극장판 시그널》 - 야마사키 사토시 역
- 2022년 《신 울트라맨》 - 무나가타 타츠히코 역
- 2022년 《남은 인생 10년》 - 히라타 역
- 2022년 《톤비》 - 시마노 아키유키 역
- 2024년 《퍼레이드》 - 다나카 역